# Bumpe
Bumpe est une ville située dans la province du Sud, en Sierra Leone.

## Source
- (en) Cet article est partiellement ou en totalité issu de l’article de Wikipédia en anglais intitulé « Bumpe » (voir la liste des auteurs).